# Филипи, Йосип
Йосип Бепо Филипи (хорв. Josip Bepo Filipi, р.14 февраля 1992) — хорватский боксёр, призёр Европейских и Средиземноморских игр.

## Биография
Родился в 1992 году. В 2013 году стал серебряным призёром Средиземноморских игр. В 2015 году завоевал бронзовую медаль Европейских игр.